# Talking Heads
Talking Heads (транскр.  Токинг хедс) био је амерички новоталасни бенд основан 1975. године у Њујорку.

## Биографија
Зачетак бенда пада у 1974. na Rhode Island School of Design, где су се у школи упознали гитариста и певач Дејвид Бирн (David Byrne), бубњар Крис Франц (Chris Frantz), и басисткиња Тина Вејмут (Tina Weymouth), те су одлучили основати музички састав. Пресељењем у Њујорк 1975. године саставу се придружује Џери Харисон (Jerry Harrison) на клавијатурама. Бенд је своју прву свирку под именом Талкинг Хедс имао као предгрупа Рамонес-има у ЦБГБ клубу 5. јуна 1975. године.
Свој први албум Talking Heads: 77. објављују 1977.године. Албум се лоше продавао, али је имао позитивне критике. Следеће године издају албум More Songs About Buildings and Food, који је звучао више као поп, за разлику од првог албума који је био надахнут панком. Истовремено започињу дугорочну сарадњу с музичким продуцентом Брајаном Ином, а са другим албумом започињу експериментисање и са другим музичким стиловима.
Експериментирање се наставља и на следећем албуму, Fear of Music (1979.) на њему су се могли чути и афрички звуци. Најпознатија песма с овог албума била је "Life During Wartime".
Следећи албум излази 1980. Remain in Light. И на овом албуму су присутни афрички звуци којима се састав користио на претходном албуму. Оба албума, без обзира на експериментисање, остала су верна панк звуцима.
У оквиру велике светске турнеје које су у то време организовали, наступили су и у Југославији, 27. јула 1982. године у Загребу у Дому Спортова, а претходно 26. јула у Београду у Хали Пионир.
Свој комерцијални врхунац достижу 1983. године са УС Топ 10 хитом "Burning Down the House" са албума Speaking in Tongues. Стилски направљен видео спот који се вртео на МТВ-ју, помогао је овој песми да се високо уздигне на музичким топ листама тог времена. У то време раскидају контакте са својим продуцентом Брајаном Ином, што се могло осетити и у мало тврђим поп песмама на наредним албумима.
Године 1984. објавили су концертни филм Stop Making Sense, снимљен у холивудском позоришту Пантагес у децембру 1983. године, а то су уједно били и међу последњим концертима које су одржали, јер након тога нису били концертно активни.
Након тога, 1985. године су објавили свој најпродаванији албум, Little Creatures, продуцирали саундтрак албум за Бирнов филм True Stories (1986), и објавили свој последњи албум, Naked (1988).
Бирн је све више и више одређивао контролу и правила унутар бенда, што је доводило до несугласица, и на крају и до распуштања децембра 1991. године.
Њихово последње издање било је "Sax and Violins", оригинална песма која се појавила раније те године на соундтраку за филм Вим Вендерса Until the End of the World.
Бирн је наставио своју соло и уметничку каријеру, а остали чланови бенда наступали су под именом Shrunken Heads, за потребе турнеје почетком деведесетих и објавили албум, No Talking, Just Head, под именом the Heads, 1996. године.
Такође бубњар Крис Франц, и басисткиња Тина Вејмут који су у браку од 1977. године, имају свој бенд оформљен 1981. године под називом Tom Tom Club, са којим су активни до данашњих дана.
На церемонији увођења у Rock and Roll Hall of Fame 18. марта 2002. године су се поново окупили у пуном саставу и одсвирали три песме "Life During Wartime", "Psycho Killer", and "Burning Down the House".
Након више од 20 година, поновно окупљање се десило 11. септембра 2023. године у склопу Међународног филмског фестивала у Торонту, а поводом приказивања рестаурираног филма “Stop Making Sense” 40 година од првобитног изласка.
Трибуте албум Everyone's Getting Involved: A Tribute to Talking Heads' Stop Making Sense појавио се у мају 2024. године и на њему су гостовали разни извођачи међу њима Мајли Сајрус, Paramore и Лорд.

## Чланови бенда:
- David Byrne – главни вокал, гитара (1975–1991, 2002, 2024)
- Chris Frantz – бубњеви, удараљке, пратећи вокали (1975–1991, 2002, 2024)
- Tina Weymouth – бас, пратећи вокали (1975–1991, 2002, 2024)
- Jerry Harrison – клавијатуре, гитара, пратећи вокали (1977–1991, 2002, 2024)

### Пратећи музичари:
- Adrian Belew – водећа гитара, пратећи вокали (1980–1981)
- Alex Weir – гитара, вокал (1982–1984)
- Bernie Worrell – клавијатуре, пратећи вокали (1980–1984, 2002; преминуо 2016)
- Raymond Jones – клавијатуре (1982)
- Busta Jones – Бас (1980–1981; преминуо 1995)
- Steve Scales – удараљке, пратећи вокали (1980–1984, 2002)
- Dolette McDonald – пратећи вокали (1980–1982)
- Nona Hendryx – пратећи вокали (1980, 1982)
- Ednah Holt – пратећи вокали (1983)
- Lynn Mabry – пратећи вокали (1983–1984)
- Stephanie Spruill – пратећи вокали (1984)

## Дискографија

### Студијски албуми:
- Talking Heads: 77 (1977)
- More Songs About Buildings and Food (1978)
- Fear of Music (1979)
- Remain in Light (1980)
- Speaking in Tongues (1983)
- Little Creatures (1985)
- True Stories (1986)
- Naked (1988)

### Живи албуми:
- The Name of This Band Is Talking Heads (1982.) live!
- Stop Making Sense (1984.)
- Live at WCOZ 77 (2024.)

### Компилације:
- Popular Favorites 1976-1992: Sand in the Vaseline (1992.)
- The Best of Talking Heads: Once in a Lifetime (1992.)
- Once in a Lifetime (2003.)
- The Best of Talking Heads (2004.)
- Talking Heads (2005.)
- Bonus Rarities and Outtakes (2006.)
- The Collection (2007.)
- Same as It Ever Was (2009.)

### Ремикс албуми:
- 12 X 12 Original Remixes (1999.)

### Видео албуми:
- Stop Making Sense (1984.)
- True Stories (1987.)
- Storytelling Giant (1988.)
- Chronology (2011.)